# Tomás Taveira
Tomás Cardoso Taveira (Lisboa, 22 de novembro de 1938) é um arquiteto português.

## Biografia
Nasceu em Lisboa, em 1938, numa família operária, vivendo entre a Picheleira e Alcântara.
Em 1955, deixa o ofício de serralheiro mecânico e entra como desenhador para o atelier de Nuno Teotónio Pereira. Posteriormente, já na década de 1960, ingressou no atelier de Francisco da Conceição Silva, que considera seu mestre. Dirá mais tarde, numa conferência, que neste atelier desenhou «tudo».
Também na década de 60 entrou para a Escola Superior de Belas-Artes de Lisboa, para estudar Arquitetura. Terminado o curso, viajou para os Estados Unidos, onde obteve uma pós-graduação em Planeamento Regional e Urbano, pelo Massachusetts Institute of Technology (MIT).
Lecionou na California Polytechnic State University e na Faculdade de Arquitetura da Universidade Técnica de Lisboa.
Em 1971, abriu o seu atelier de arquitetura, nascendo assim a empresa de arquitetos Tomás Taveira S.A., com gabinete em Lisboa e, mais tarde, em São Paulo, no Brasil.
Exerce a sua profissão em Lisboa, sendo seguidor do estilo pós-moderno, com edifícios espelhados e elementos geométricos de cores garridas. Entre as suas obras mais significativas, contam-se o complexo comercial e habitacional Torres das Amoreiras; o conjunto habitacional da Encosta das Olaias — Prémio Valmor e Prémio Municipal de Arquitectura de Lisboa de 1982 —; a Estação de Metro das Olaias; o edifício sede do Banco Nacional Ultramarino na Avenida de Berna — Menção Honrosa do Prémio Valmor de 1994 — o edifício sede do IADE; os estádios para o Euro 2004 de Aveiro, Leiria e Estádio Alvalade XXI.

## Obras

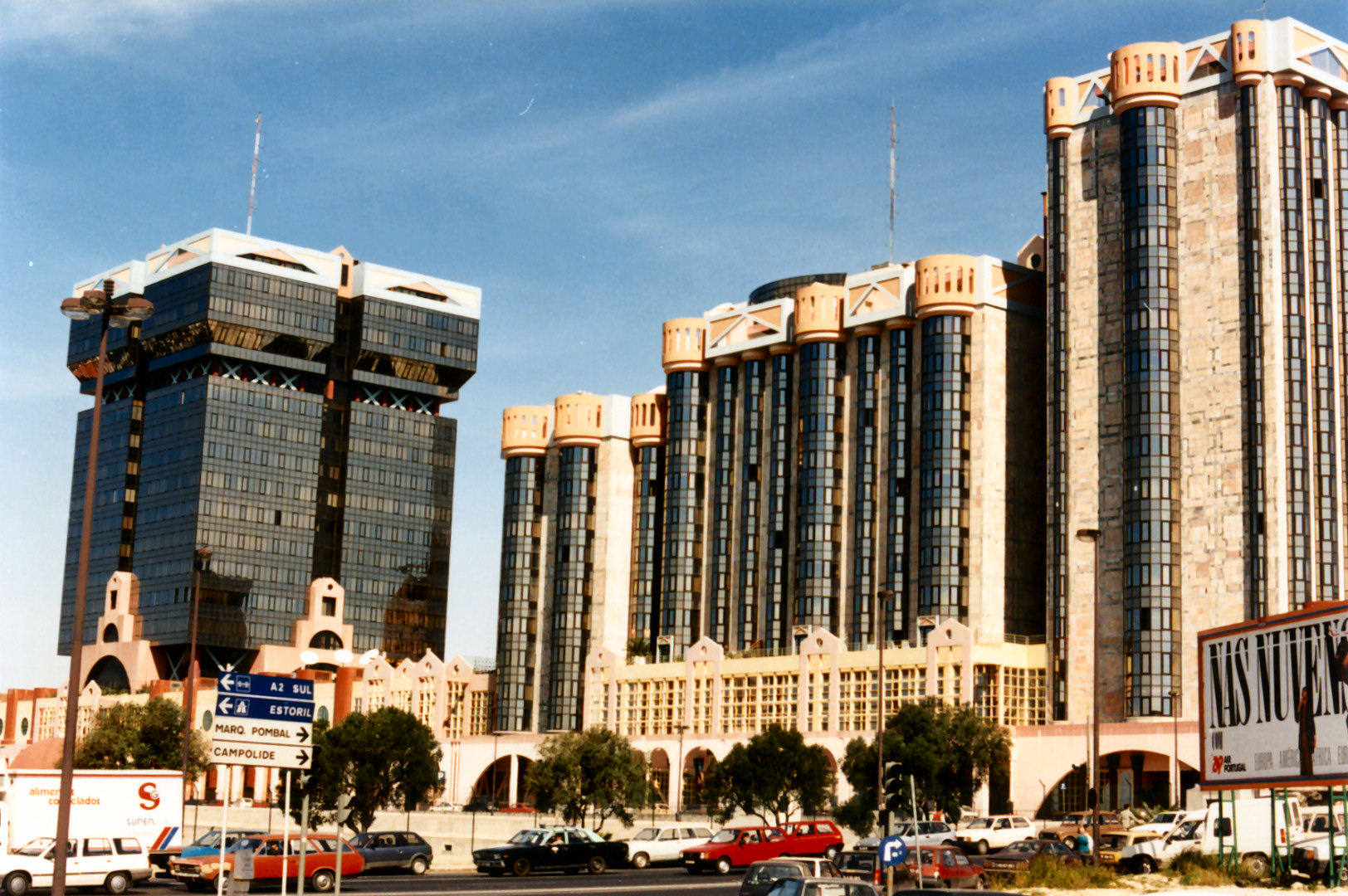
Uma das Construções de Taveira, em Lisboa

- Complexo urbanístico de cariz social na antiga Zona J de Chelas
- Complexo comercial e residencial das Amoreiras (1985), em Lisboa
- Zona residencial da Encosta das Olaias (Prémio Valmor de 1982)
- Edifício sede do BNU (hoje CGD) — Menção Honrosa do Prémio Valmor de 1994
- Edifício do IADE (ano 1982)
- Condomínio de moradias em Palmela — Palmela Village.
- Complexo Alvalade XXI e Estádio José Alvalade[4]
- Estádio Municipal de Aveiro
- Estádio Municipal de Leiria
- Estação de metro das Olaias, inaugurada em 1998.
- Loja de Discos Valentim de Carvalho, em Cascais — Atelier Conceição Silva (1966)[5]
- Estádio Allianz Parque

## Escândalo Sexual
No ano de 1989, o arquiteto Tomás Taveira viu-se envolvido naquele que foi o maior escândalo sexual português do pós-25 de abril, e ao qual o seu nome ficou para sempre associado no imaginário coletivo. O escândalo consistiu na divulgação de uma cassete de vídeo na qual se podia ver o arquiteto a manter relações sexuais (fundamentalmente penetração anal) com diversas jovens mulheres no seu escritório, situado na Avenida da República, no Saldanha (e não no Centro Comercial Amoreiras, ao contrário do que mais tarde se julgaria). As imagens teriam sido registadas pelo próprio e sem o total consentimento das mulheres filmadas. De acordo com uma reportagem especial da revista semanal do Expresso de 14 de outubro de 1989, os vídeos haviam sido gravados em 1987, ou seja, dois anos antes do escândalo propriamente dito. Segundo alegações da época, a cassete que chegou ao público seria apenas uma das muitas que Taveira teria feito, aparentemente com o intuito de as mostrar a um círculo restrito de amigos. Foi a 8 de agosto de 1989 que um homem nunca identificado se dirigiu à sede do jornal Tal & Qual, tendo na sua posse a referida cassete e pretendendo vendê-la por 20.000 contos (segundo rumores da época, tratava-se de um homem que havia tido algum tipo de relacionamento amoroso com uma das mulheres filmadas). Perante a recusa do jornal em comprar as imagens, dirigiu-se mais tarde a um empresário associado a revistas de escândalos chamado André Gamboa Neves, que resolveu publicar imagens do vídeo numa nova revista, a Semana Ilustrada. Contudo, a publicação das imagens foi-se atrasando, tendo inclusivamente tido lugar, nesse intervalo de tempo, um encontro entre André Neves e Tomás Taveira na discoteca Banana Power, da qual o arquiteto era proprietário. Mais tarde houve outro encontro no Ritz, encontro esse que acabou com Taveira a alegar ter sido alvo de chantagem e Neves a alegar ter sido alvo de ameaças.
Entretanto, e sem que se tenha sabido ao certo como tal aconteceu, a cassete começou a ser partilhada por Lisboa, pelo que, ainda antes da publicação da revista, já uma grande parte da população da cidade sabia da sua existência e tê-la-ia inclusivamente visto. Os primeiros jornais a abordar o tema durante o mês de setembro, mas sem revelar o nome da personalidade envolvida, foram o Tal & Qual e o Semanário. Por fim, a 26 de setembro, a fotografia de Taveira surgia em grande plano na capa do jornal O Diabo com um título que fazia referência à “pornocassete”.  Pouco tempo depois, com a data de 2 de outubro, mas tendo surgido uns dias antes, foi finalmente publicado o n.º 2 da revista Semana Ilustrada que tinha por título “As Loucuras Sexuais de Tomás Taveira” e que, no seu interior, trazia um destacável, no qual se encontravam fotografias retiradas do vídeo. Os 150.000 exemplares postos à venda esgotaram rapidamente, tendo esta sido uma das revistas mais procuradas da história recente de Portugal, e o escândalo teve tal impacto que a comitiva de Mário Soares, que então se encontrava na Checoslováquia, pediu que lhe enviasse um exemplar. O destacável do número seguinte da Semana Ilustrada, que voltava a publicar fotografias do vídeo, teve, contudo, a sua circulação proibida e, pouco depois, seria a vez de a revista espanhola Interviú fazer duas reportagens sobre o tema e publicar também algumas imagens, tendo a sua venda sido igualmente impedida em Portugal.  Nesta altura, os rumores de que as mulheres do vídeo incluam esposas de altos funcionários do governo levaram a que o primeiro-ministro Aníbal Cavaco Silva se dirigisse à nação na televisão, no dia 10 de novembro, denunciando a “campanha preparada e dirigida contra membros do governo português e suas famílias”. No seguimento do escândalo, Tomás Taveira processou André Neves que, numa decisão de um coletivo de juízes presidido por Margarida Belo Redondo, foi condenado a pagar ao arquiteto uma indemnização de 20.000 contos em junho de 1990. Na época, as discussões suscitadas pelo caso giraram sobretudo em torno dos limites da liberdade de imprensa e das razões que justificariam a violação da privacidade de figuras públicas.
Como consequência do escândalo, Tomás Taveira perdeu alguma da notoriedade social que possuía, mas não deixou de aparecer em eventos públicos ou em programas televisivos.  Ademais, realizaria mais tarde projetos de grande dimensão como a estação de metro de Olaias e diversos estádios de futebol. Nos anos que se seguiriam, o vídeo continuaria a ser partilhado por sucessivas gerações de adolescentes, primeiro em VHS e, mais tarde, através da internet, sendo o caso geralmente encarado de maneira jocosa, como se nota, por exemplo, na canção “Na Cabana do Pai Tomás” do grupo musical Sitiados. Com o passar do tempo, e apesar de nunca ter sido revelada a identidade de nenhuma das intervenientes, a ideia de que as mulheres que surgiam no vídeo eram esposas de altos funcionários ou celebridades do jet set foi substituída pela de que, pelo menos algumas delas, se tratavam de jovens estudantes universitárias, alunas de Taveira (algo que não foi mencionado pela imprensa aquando do escândalo, mas que passou a ser referido quase como um facto pelas gerações de adolescentes sensivelmente a partir dos anos 2000). Uma questão importante a respeito do escândalo remete para o consentimento das pessoas nele envolvidas, uma vez que, no n.º 2 da Semana Ilustrada, André Neves acusava Taveira de ter exercido violência sobre as mulheres filmadas, escrevendo que o arquiteto filmava “violentas sodomizações sem que as intervenientes tivessem prévio conhecimento” e “satisfazendo os seus apetites de sádicas sodomizações”.
O diretor da revista chegava mesmo a utilizar, por duas vezes, a palavra “violação” para descrever os atos que surgiam no vídeo, uma primeira vez quando enumerava os crimes que ele acreditava que o arquiteto cometera (“invasão de privacidade-aliciamento-violação”) e posteriormente numa passagem em que referia as “suas taras sexuais que chegam ao ponto de violação”. Numa entrevista que então deu ao Expresso, André Neves também alegou que “se o arquitecto tivesse feito aquilo com o total consentimento das raparigas, eu nunca teria tido a veleidade de o publicar”. Esta acusação foi rejeitada pelo tribunal, que defendeu o “direito à felicidade” de Taveira. De resto, rapidamente desapareceu da memória coletiva a recordação de que o escândalo havia sido, desde o início, apresentado ao público como um caso de violações. No entanto, sempre foi generalizada a ideia de que as mulheres no vídeo sentiam sofrimento e desconforto durante os atos filmados. Mais recentemente, com a influência do movimento MeToo e de outras mudanças sociais, uma parte da população portuguesa tem vindo a repensar este escândalo, criticando a partilha maciça do vídeo sem o consentimento das mulheres envolvidas, ao mesmo tempo que se tornou mais comum interpretar-se este caso como um exemplo de abuso sexual e coação, exercida por Taveira sobre mulheres face às quais o arquiteto deteria algum tipo de poder. No seu romance Le Brutaliste de 2021, baseado na vida de Tomás Taveira, o escritor francês Matthieu Garrigou-Lagrange descreve o conteúdo do vídeo e utiliza a palavra “violação” para alguns dos seus momentos. Numa entrevista disponível no Youtube, o escritor refere que baseia essa conclusão nos sinais de sofrimento (choros e queixas de dor) e na linguagem corporal das mulheres, que demonstram a ausência de consentimento. Na sequência deste livro, a imprensa francesa já se referiu explicitamente ao escândalo de Taveira como um caso de violações.

## Artigos na Internet
- Estádios de Tomás Taveira e Souto Moura premiados
- Projecto de Tomás Taveira com Mosaicos Revigrés
- Passaram trinta anos. Já digerimos Tomás Taveira e as Amoreiras?